# Tyrconnell

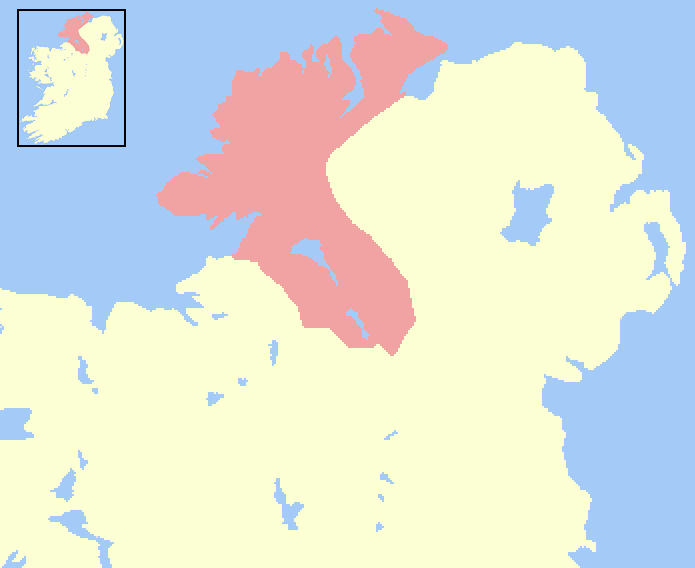
Tyrconnell à l'époque de sa plus grande expansion dans les années 1450.

Tyrconnell (en irlandais : Tír Chonaill, c'est-à-dire « territoire de Conall »), également dénommé Tirconnell, était un royaume gaélique d'Irlande, associé géographiquement avec l'actuel comté de Donegal en Ulster, qui a été dénommé à une époque Comté de Tyrconnell. Il incluait aussi anciennement une partie des actuels comté de Fermanagh, comté de Sligo, comté de Leitrim, comté de Tyrone et comté de Londonderry lors de sa plus grande expansion. Le royaume représentait le domaine d'origine du Cenél Conaill un peuple des Uí Néill du Nord bien qu'ils aient sous leur souveraineté des petits groupes d'autres Gaels de cette région.
À partir de sa fondation au Ve siècle par le Cenél Conaill, le Túath est une partie du plus vaste royaume d'Ailech, aux côtés de ses cousins du Cenél nEógain, parents descendants eux aussi de  Niall Noigiallach. 
Son expansion initiale coïncide avec le déclin de l'Ulaid, dont le royaume de Ulster se restreint à la côte nord-est. Au XIIe siècle le royaume d'Ailechse se scinde en deux entités territoriales et le Cenél Conaill devient le Tír Chonaill sous la dynastie du clan  Ó Domhnaill (anglais: O'Donnell). Il est le lieu de combats lors de la guerre de neuf ans d'Irlande à la fin du XVe siècle. Il continue d'exister jusqu'au début du XVIIe siècle lorsqu'il est incorporé dans le royaume d'Irlande sous souveraineté anglaise après la Fuite des comtes.

## Géographie
Le royaume s'étendait dans la région désignée actuellement comme le comté de Donegal, bien que le royaume et ensuite principauté de Tyrconnell était nettement plus étendu, comprenant des portions de Sligo, Leitrim (actuellement en  république d'Irlande), Tyrone, Fermanagh et la partie sud du comté de Londonderry (désormais en Irlande du nord). Selon Geoffrey Keating, il incluait temporairement au XIVe siècle les baronnies de Carbury dans le comté de Sligo (gaélique: Cairbre, dans le Comté de Sligo), Rosclogher (gaélique Dartrighe), dans le  Comté de Leitrim), et Magheraboy (gaélique: Machaire Bui), principalement Toorah ou Tuath Ratha) et Firlurg (gaélique: Lorg), dans le Comté de Fermanagh). De ce fait, il eut une taille variable entre celle de la Corse (8,680 km2) et du Liban (10,452 km2).

## Souverains
Les descendants de Conall Gulban le Cenél Conaill alternent avec le Cenél nEógain, l'autre lignée des Uí Néill du Nord, au titre d'Ard ri Erenn jusqu'à la déposition de Flaithbhertach en 734. Confiné ensuite dans le Tir Connail, c'est-à-dire le diocèse de Raphoe, deux dynasties royales les Ua Máel Doraid et les Ua Cannannáin s’affrontent  dans une faide interne jusqu'à la fin du XIe siècle avec parfois l'interférence d'abord des Ua Taircheirt et ensuite des Ua Dochartaig. Seul Ruaidrí Ua Canannáin s'impose comme concurrent au titre d'Ard ri jusqu'à sa mort en 950. À partir de 1197, les Ua Domhnaill/Ó Domhaill du Cenél Lugdach de Kilmacrenan obtiennent le monopole de la seigneurie jusqu'à la fin de l'ancien ordre gaélique en 1603